# Rucphen

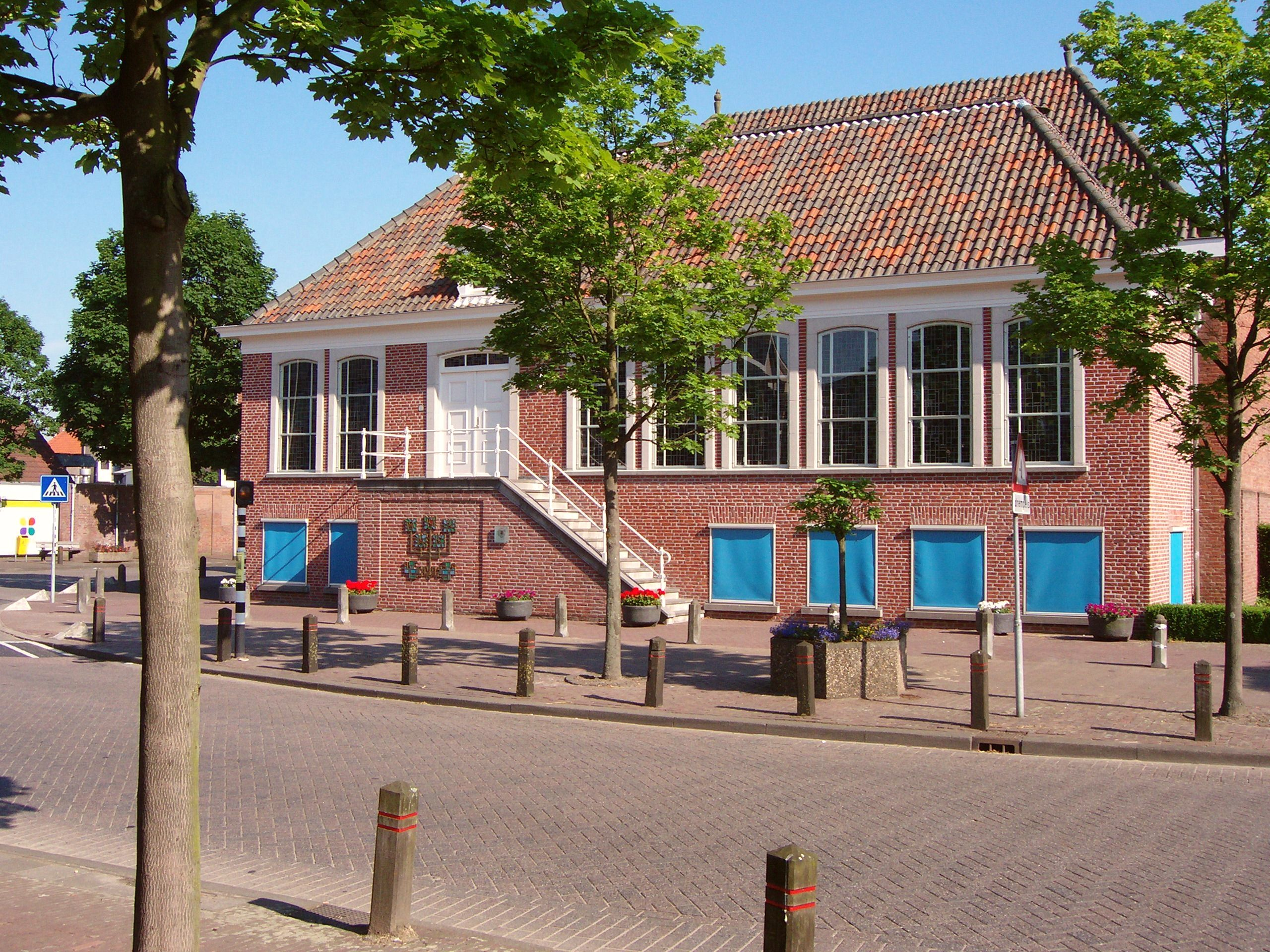
Municipio

Rucphen  è un comune olandese di 22 489 abitanti situato nella provincia del Brabante Settentrionale.